# Sed de triunfo (película de 1958)
Sed de triunfo (Stage Struck) es una película dramática estadounidense de 1958, dirigida por el director Sidney Lumet y protagonizada por Henry Fonda, Susan Strasberg y Christopher Plummer. El guion fue escrito por Augustus y Ruth Goetz, basándose en la obra de teatro Morning Glory de Zoë Akins,  la cual sirvió a su vez como base para la película de 1933 Morning Glory, protagonizada por Katharine Hepburn, Douglas Fairbanks Jr. y Adolphe Menjou en papeles correspondientes.

## Trama

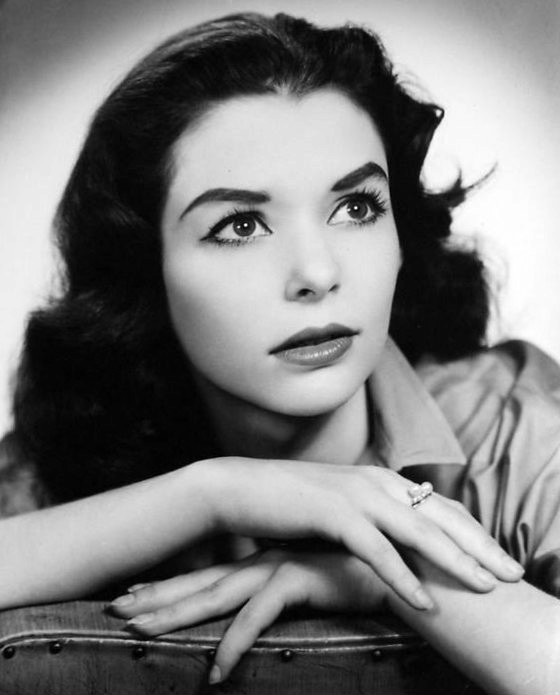
La actriz Susan Strasberg hacia 1950.

Eva Lovelace, una joven de Nueva Inglaterra, es una ingenua  que intenta conquistar el escenario de Broadway, estando dispuesta a sacrificarlo todo, incluido el amor que siente por el productor Lewis Easton, todo ello para lograr su objetivo. Sus intentos finalmente producen sus frutos cuando interviene con éxito en el papel de la temperamental protagonista Rita Vernon, al estilo de Tallulah Bankhead .

## Elenco
- Henry Fonda como Lewis Easton
- Susan Strasberg como Eva Lovelace
- Christopher Plummer como Joe Sheridan
- Joan Greenwood como Rita Vernon
- Herbert Marshall como Robert Harley Hedges
- Pat Harrington como Benny
- Frank Campanella como Víctor
- John Fiedler como Adrián
- Jack Weston como Frank

## Producción
Fue filmada en su totalidad en locaciones de la ciudad de Nueva York. La película fue producida por el estudio RKO Radio Pictures, siendo distribuida por la entonces nueva rama de Walt Disney Productions, Buena Vista Film Distribution Co., Inc., que reemplazó a RKO como distribuidora de Disney.

## Recepción de la crítica
En la crítica del diario The New York Times, AH Weiler opinó: "los cineastas... obviamente son personas dedicadas, cuyas emociones, desafortunadamente, rara vez conmueven al espectador. . . Susan Strasberg... es competente como la decidida Eva Lovelace. Es menuda y frágil y, a veces, expresiva, pero extrañamente pálida en un papel que parece llamar al fuego, no simplemente a la combustión lenta. . . Christopher Plummer... es comedido pero efectivo. Joan Greenwood... es tremendamente emocional... y Herbert Marshall lo hace bien. . . Hace un buen espectáculo incluso si no se está moviendo".